# چکانتس (استان صوفیه)
چکانتس (به بلغاری: Chekanets) یک منطقهٔ مسکونی در بلغارستان است که در استان صوفیه واقع شده‌است.